# Bälgmursjön
Bälgmursjön är en sjö i Sandvikens kommun i Gästrikland och ingår i Gavleåns huvudavrinningsområde. Sjön är 2,5 meter djup, har en yta på 0,02 kvadratkilometer och är belägen 120,3 meter över havet.